# アンドリュー・ヴァクス

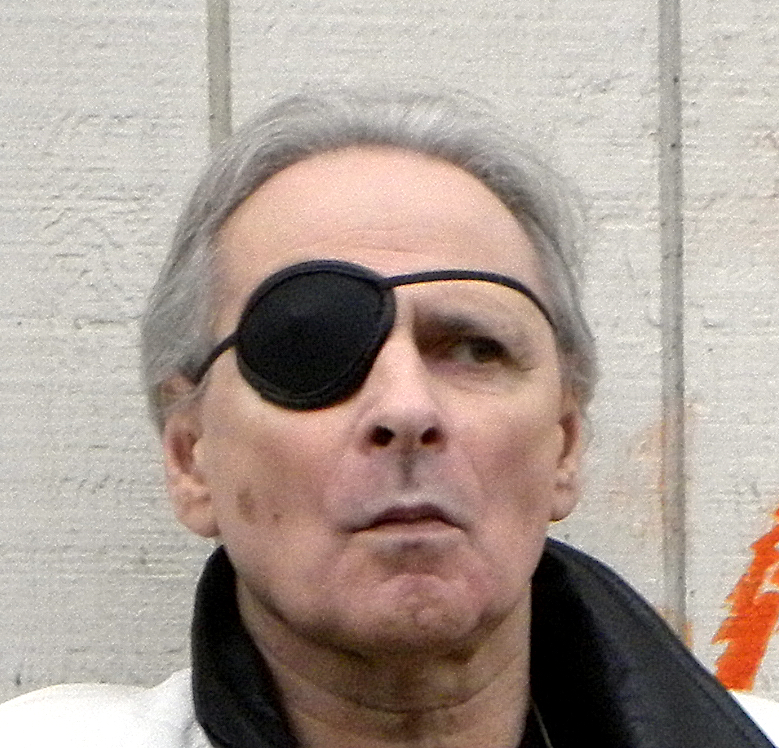
アンドリュー・ヴァクス

アンドリュー・ヴァクス（Andrew H. Vachss、1942年 - 2021年12月27日）はアメリカ合衆国の推理作家、かつ子供保護コンサルタントとして子供に関する事案を主に扱う弁護士である。彼は「親と子供の近親姦は強姦である」と非難している。また、妻アリスは、性犯罪検察官であり、強姦に関するノンフィクション作家でもある。
また、黒い眼帯という独特の外観である。

## 来歴
ニューヨーク市生まれ。オハイオ州のウェスタン・リザーブ大学（現在のケース・ウェスタン・リザーブ大学）卒業。ボストンのニュー・イングランド法学校で法学博士号を取得。弁護士になる以前は、子供の保護の最前線の役職に就いていた。彼は性感染症、社会奉仕及び労働組織者における連邦調査官であった。
1988年、『赤毛のストレーガ』（"Strega"）でフランス推理小説大賞を受賞。

## 主な著作

### 「アウトロー探偵バーク」シリーズ
- 『フラッド』 (Flood、佐々田雅子訳、早川書房、ハヤカワ・ミステリ文庫) 1985
- 『赤毛のストレーガ』(Strega、佐々田雅子訳、早川書房、ハヤカワ・ノヴェルズ） 1987、のちハヤカワ・ミステリ文庫
- 『ブルー・ベル』 (Blue Belle、佐々田雅子訳、早川書房、ハヤカワ・ノヴェルズ) 1988、のちハヤカワ・ミステリ文庫
- 『ハード・キャンディ』 (Hard Candy、佐々田雅子訳、早川書房、ハヤカワ・ノヴェルズ) 1989、のちハヤカワ・ミステリ文庫
- 『ブロッサム』 (Blossom、佐々田雅子訳、早川書房、ハヤカワ・ノヴェルズ) 1990、のちハヤカワ・ミステリ文庫
- 『サクリファイス』 (Sacrifice、佐々田雅子訳、早川書房、ハヤカワ・ノヴェルズ)  1991、のちハヤカワ・ミステリ文庫
- 『ゼロの誘い』 (Down in the Zero、佐々田雅子訳、早川書房、ハヤカワ・ノヴェルズ) 1994、のちハヤカワ・ミステリ文庫
- 『鷹の羽音』 ( Footsteps of the Hawk、佐々田雅子訳、早川書房、ハヤカワ・ノヴェルズ) 1995
- 『嘘の裏側』 (False Allegations、佐々田雅子訳、早川書房、ハヤカワ・ノヴェルズ) 1996
- 『セーフハウス』 (Safe House、菊地よしみ訳、早川書房、ハヤカワ・ミステリ文庫) 1998
- 『クリスタル』 (Choice of Evil、菊地よしみ訳、早川書房、ハヤカワ・ミステリ文庫) 1999
- 『グッド・パンジイ』 (Dead and Gone、菊地よしみ訳、早川書房、ハヤカワ・ミステリ文庫) 2000
- Pain Management（2001年）
- Only Child（2002年）
- Down Here（2004年）
- Mask Market（2006年）
- Terminal（2007年）
- Another Life（2008年）

### 上記シリーズ以外
- 『凶手』 (Shella、佐々田雅子訳、早川書房、ハヤカワ・ミステリ文庫)  1993
- 『バットマン 究極の悪』(Batman: The Ultimate Evil、佐々田雅子訳、早川書房、ハヤカワ・ノヴェルズ)  1995
- A Bomb Built in Hell（2000年）
- The Getaway Man（2003年）
- Two Trains Running（2005年）